# Коул Портер
Коул Портер (англ. Cole Albert Porter; 9 червня 1891 — 15 жовтня 1964) — американський композитор, один з небагатьох авторів видавництв Тін Пен Еллі, що писав разом з музикою і тексти до власних пісень. Портер прославився музичними комедіями: «Поцілуй мене, Кет» (1948) (за «Приборканням норовливої» Шекспіра), 50 мільйонів французів, Дубаррі була леді, Усе минає, а також піснями: Night and Day, I Get а Kick out of You, I've Got You Under My Skin, Begin the Beguine та інші. Критики відзначали витончену поетичну майстерність Портера (з оригінальними римами і двозначною грою слів), а також незвичайну для жанру складність його композицій. Серед фільмів, музику до яких написав Портер, — «Народжена танцювати» (1936), «Розалі» (1937), «Ти ніколи не будеш багатшим» (1941), «Страх перед сценою» (1950).
Теми Кола Портера охоче виконують провідні джазові музиканти.

## Життєпис
Народився 9 червня 1891 року, в місті Перу, Індіана. Він походив із багатої сім'ї, і з молодого віку вже вчився музики. Його батько, Семюел Фенвік Портер, був аптекарем за фахом. Мати Портера навчила його грати на скрипці, коли йому було 6 років, з 8 років грав на фортепіано, а першу оперету написав, коли йому було лише 10 років. Його сім'я була консервативною, тому Портер вступив до Університету Єл і Гарвард. У 1915 році, під час вивчення права, йому порадили не витрачати часу на юриспруденцію, а радше вкласти сили в музику.
У 1917 році, коли США вступили в Першу світову війну, Портер переїхав до Європи, де зустрів Лінду Лі Томас. У 1918 році вони одружилися.
Повернувшись з Європи, Портер знову почав творити музичні твори і здобув славу в Нью-Йорку в 1928 році завдяки опереті «Парис» (Paris). Після того Портер дуже багато працював і невдовзі створив 8 оперет.
Портер також творив музику для голлівудських фільмів.
У 1937 році Портер попав в автомобільну аварію, у якій поранив ноги. Упродовж наступних декількох років Портер переніс більш ніж 30 хірургічних операцій.
Портер помер на 73-му році життя. Він похований в Перу, Індіана.

## Особисте життя
Коул Портер був гомосексуалом, мав «часті гомосексуальні зустрічі». У 1925 році Портер мав «пристрасний роман» з театралом Борисом Кохно, з яким вів тривале листування.